# ۱۹۳ (عدد)
۱۹۳(صد و نود و سه) یک عدد طبیعی است که بعد از ۱۹۲ و قبل از ۱۹۴ قرار دارد.